# Marta López
Marta López Herrero (født 4. februar 1990 i Málaga) er en spansk håndboldspiller, som spiller for CS Rapid Bucuresti og Spaniens håndboldlandshold.
På landsholdet har hun været med for Spanien ved OL 2012 i London, hvor holdet i semifinalen tabte til Makedonien, men efterfølgende sikrede sig bronzen med sejr over Sydkorea, mens Makedonien fik sølv efter finalenederlag til Norge.
Hun var også med til at vinde EM-sølv i 2014, mens holdet ved OL 2016 i Rio de Janeiro blev nummer seks. Siden har hun været med til at vinde VM-sølv i 2019, mens hun og Spanien ved 2020 i Tokyo (afholdt 2021) blev nummer ni.